# Zerman
Zerman is een plaats (frazione) in de Italiaanse gemeente Mogliano Veneto.